# Турбин, Николай Васильевич
Никола́й Васи́льевич Турби́н (1912—1998) — советский и белорусский генетик, селекционер, академик АН БССР. Отец русской советской поэтессы и учёного-генетика Л. Н. Турбиной.

## Биография
В 1930—1935 годах учился на агрономическом факультете Воронежского сельскохозяйственного института, после окончания которого учился в аспирантуре при кафедре генетики и селекции. В 1938 году защитил кандидатскую диссертацию. В 1942 году защитил докторскую диссертацию.
В 1945—1953 годах — профессор ЛГУ, заведущий кафедрой генетики растений. До 1954 года возглавлял объединённую кафедру генетики и селекции ЛГУ, работал деканом факультета.
С 1950 года член ВКП(б).
В 1948—1952 годах — директор Биологического НИИ ЛГУ.
С 1953 года — академик АН БССР.
В 1953—1965 и с 1970 года — заведующий кафедрой генетики и дарвинизма БГУ.
В 1953—1965 годах — директор Института биологии АН БССР.
Затем до 1971 года — директор Института генетики и цитологии АН БССР.
В 1967 году — академик ВАСХНИЛ. С 1968 — академик-секретарь Отделения растениеводства и селекции ВАСХНИЛ.
В 1968 году доказал возможность автомиксиса у пшеницы при межвидовых скрещиваниях.
В 1972—1976 годах — президент Всесоюзного общества генетиков и селекционеров СССР.
В 1974—1980 годах — директор Всесоюзного НИИ прикладной молекулярной биологии и генетики ВАСХНИЛ.
Похоронен на Ваганьковском кладбище.

## Семья
Жена — Залесская, Татьяна Владимировна (1917—2007)[уточнить]
- дочь — Турбина, Любовь Николаевна — физик, генетик, литератор.

## Награды и премии
- 1966 — орден «Знак Почета»[6].
- 1984 — Государственная премия БССР — за цикл работ «Генетика гетерозиса и пути его использования в селекции растений»[6].

## Научные достижения
Основные труды посвящены генетическим основам селекции растений:
- полиплоидия сахарной свёклы;
- разработал концепцию гетерозиса, основанную на теории генетического баланса;
- генетика цитоплазматической мужской стерильности у растений.

Исследовал генетику алкалоидных соединений люпинов.
Всего опубликовал свыше 300 работ в отечественных и зарубежных изданиях, в том числе более 10 крупных монографий по актуальным проблемам генетики.

## Основные работы
- Турбин Н. В. Генетика с основами селекции. Москва, Сов. наука, 1950. 391 с.
- Турбин Н. В., Бормотов В. Е.[бел.] Экспериментальная полиплоидия и гетерозис у сахарной свеклы. — Минск, 1972.
- Турбин Н. В., Хотылева Л. В. и Тарутина Л. А. Диаллельный анализ в селекции растений. — Минск, 1974.
- Турбин Н. В., Палилова А. Н. Генетические основы цитоплазматической стерильности у растений. — Минск, 1975.
- Турбин Н. В., Хотылева Л. В., Каминская Л. Н. Периодический отбор в селекции растений. — Минск, 1976.